# Nationalräkenskaper
I nationalräkenskaperna (NR) redovisas ett lands bruttonationalprodukt, investeringar, sparande och utrikeshandel. Skillnaden mellan en brutto- och en nettopost är vanligtvis kapitalförslitningen (av- och nedskrivning). Exempel på saldoposter som redovisas både brutto och netto är nationalprodukten (BNP/NNP), nationalinkomsten (BNI/NNI) och driftsöverskottet. Som ett undantag kan nämnas exportnettot, vilket är export minus import. I Sverige beräknas nationalräkenskaperna av Statistiska centralbyrån. 

## Nationalräkenskaper i Sverige
Nationalräkenskaperna (NR) sammanfattar och beskriver i form av ett kontosystem med kompletterande tabeller Sveriges ekonomiska aktiviteter och utveckling. Ansvaret för NR flyttades över från Konjunkturinstitutet till Statistiska centralbyrån (SCB) år 1963/1964 som producerar månadsvisa och kvartalsvisa nationalräkenskaper  NR används som underlag för analys av Sveriges ekonomi på kort och lång sikt.

### Historik
Sveriges första historiska nationalräkenskaper sammanställdes på 1930-talet. Det banbrytande arbetet utfördes av Olof Lindahl, Einar Dahlgren och Karin Kock, som 1937 publicerade "National Income of Sweden 1861-1930"34. Detta var det första systematiska arbetet med att beräkna Sveriges nationalinkomst och bildade huvudgrunden för senare uppskattningar.
Efter det ursprungliga arbetet av Lindahl/Dahlgren/Kock fortsatte utvecklingen av svenska nationalräkenskaper. Olof Lindahl genomförde nästa arbete i början av 1950-talet, med fokus huvudsakligen på perioden 1930-1950.
Därefter gjorde Östen Johansson en revision som var kopplad till Simon Kuznets försök att skapa ett internationellt nätverk för att utveckla serier för så många länder som möjligt.
Johanssons arbete, som leddes av Erik Lindahl, var betydelsefullt eftersom det gjorde volymberäkningar och tilldelade deflatorer för bruttooutput från olika industrier. Dock aggregerades inte sektortotalerna för att bilda en BNP-serie i konstanta priser, utan istället beräknades den totala BNP-volymen med hjälp av ett levnadskostnadsindex.
Den följande uppskattningen av svenska historiska nationalräkenskaper gjordes under första hälften av 1970-talet av Olle Krantz och Carl Axel Nilsson. De erhöll löpande värdeserier från Östen Johanssons bok men gjorde revisioner, mestadels mindre sådana. Tonvikten lades på beräkningar i konstanta priser, och deflatorerna var således nya och mer utvecklade än tidigare
Från 1950-talet blev BNP-mätningar en central del av svensk ekonomisk planering och politik. Under perioden från tidigt 1950-tal till sent 1960-tal växte den globala ekonomin i genomsnitt mellan fyra och fem procent årligen, och Sverige framstod som en av de mest välmående västerländska nationerna under perioden.

### Framställning av statistiken
Nationalräkenskaperna, NR, beräknas på uppgifter från huvudsakligen SCB, men också flera andra statistikansvariga myndigheter. En omfattande mängd information från olika statistiska undersökningar, administrativa register och även indikatorbaserade modellberäkningar för olika delområden bearbetas och inordnas i det enligt internationella riktlinjer definierade NR-systemet.